# Liste der Naturdenkmäler in Corvara
Die Liste der Naturdenkmäler in Corvara (ladinisch und italienisch Corvara) enthält die vier als Naturdenkmal ausgewiesenen Objekte auf dem Gebiet der Gemeinde Corvara in Südtirol.
Basis ist das im Internet einsehbare offizielle Verzeichnis der Naturdenkmäler in Südtirol (Stand: 23. Januar 2015). Dabei kann es sich um botanische, geologische oder hydrologische Naturdenkmäler handeln. Die Reihenfolge in dieser Liste orientiert sich an der ID, alternativ ist sie auch nach dem Namen sortierbar.

## Liste
| Foto |                 | Name                             | Standort                     | Beschreibung                            |
| ---- | --------------- | -------------------------------- | ---------------------------- | --------------------------------------- |
| ja   | Datei hochladen | Wasserfall Pisciadù ID: 015__G01 | 46° 32′ 22″ N, 11° 49′ 40″ O | Hydrologisches Naturdenkmal: Wasserfall |
| ja   | Datei hochladen | Lêch de Pisciadù ID: 015__G02    | 46° 32′ 7″ N, 11° 49′ 17″ O  | Hydrologisches Naturdenkmal: See        |
| BW   | Datei hochladen | Lêch de Boà ID: 015__G03         | 46° 31′ 31″ N, 11° 51′ 26″ O | Hydrologisches Naturdenkmal: See        |
| BW   | Datei hochladen | Lêch Dlacè ID: 015__G04          | 46° 30′ 42″ N, 11° 50′ 1″ O  | Hydrologisches Naturdenkmal: See        |

| Foto: | Fotografie des Naturdenkmals. Klicken des Fotos erzeugt eine vergrößerte Ansicht. Daneben finden sich zwei Symbole: |
| ID    | Identifikator bei der Abteilung Natur, Landschaft und Raumentwicklung der Südtiroler Landesverwaltung               |